# Unión (Paraguay)
Unión es un distrito paraguayo ubicado en el departamento de San Pedro. Como otras tantas ciudades del interior no posee archivos documentales que aporten datos ciertos sobre su origen, así como otros elementos de su historia distrital.

## Toponimia
Se remonta a la época del doctor Francia. En ese tiempo los pobladores se dedicaban a transportar la yerba mate, producida en los dominios de la Industrial Paraguaya, que abarcaba toda la zona la actual Yataity del Norte, Capi´ibary, Finap y llegaba hasta la zona del Amambay. El transporte se hacía en carros y tenía su parada obligatoria en el lugar denominado Buey Rodeo, en donde se unían los transportistas para cambiar bueyes. En un momento determinado se cuenta que se mantenía en ese lugar hasta 2.000 yuntas de bueyes; era ese lugar entonces unión de carreteros. De ahí deriva Unión.

## Historia
Se cree que los primeros pobladores eran originarios de Villarrica, por lo cual en algunas compañías todavía es acentuado la característica tonada guaireña. Fue fundado en 1837 por el Sr Pedro Benítez con el nombre de Capilla Unión. Durante la guerra grande el mariscal López descansó en este pueblo durante su marcha hacia Cerro Corá, por lo que hasta ahora perdura el solar donde hizo la siesta el mariscal.
Existen versiones que en su paso el mariscal López hizo enterrar varios tesoros para que no cayeran en manos contrarias, por lo que los aventureros buscadores de oro encuentran en este lugar como favorito para realizar sus excavaciones, ya se obtuvieron noticias de que alguien localizo algunos de estos tesoros a unos metros del lugar donde descansó el mariscal López.
Administrativamente se divide en las compañías Santa María, Santo Domingo, San Blas, San Miguel, San Antonio, San Roque González, Potrerito, San Marcos, Urundey, Soto Cue. Desde 1989 está regido por un Intendente Municipal y 9 Concejales.

## Geografía
El distrito Unión cuenta con una superficie de 544 km². Su relieve está configurado por terrenos bajos, anegadas, lagunas, y cursos de agua, las que facilitan la formación de esteros. Por sus características generales de las tierras gran parte de la zona son aptas para las actividades agrícolas, ganaderas.
En su territorio están ubicadas dos elevaciones montañosas, el cerro Sta. María ubicado a unos 8 km del pueblo, que tiene una elevación de 350 m s. n. m., y el cerro San Miguel distante a 20 km. Limita al norte con 25 de diciembre y San Estanislao; al sur con los departamentos de Cordillera y Caaguazú; al este con Yataity del Norte; y al oeste con 25 de diciembre.

### Hidrografía
El distrito cuenta con varios arroyos que riegan su suelo y son los siguientes: el arroyo Hondo, que le sirve de límite con el III Departamento de la Cordillera, también cuenta con el arroyo Pañetey, que riega al distrito de oeste a este desemboca en el río Mbutuy. También está el arroyo Tacuary que sirve de límite con la ciudad de San Estanislao, que desemboca en el arroyo Pañetey.

### Clima
El clima de todo el segundo Departamento de San Pedro, es predominantemente lluvioso y húmedo. Lo mismo ocurre con el distrito Unión, en que su clima es húmedo y lluvioso, la humedad relativa es del 70 al 80%. La media es de 23 °C, la máxima en verano es de 35 °C y la mínima de 10 °C. Las precipitaciones sobrepasan los 1.300 mm sobre todo en verano. El mes más lluvioso es febrero y el menos lluvioso es julio.

## Salud
En todo el distrito se percibe un tremendo déficit, en estos temas, aunque habrá que admitir que en los últimos años presenta una marcada mejora en el sector de Salud. 
El momento más crítico en cuantos a centros de atención médica en años anteriores, en la que se contaban con 13 centros, mientras que en la actualidad se dispone de 108 puestos y centros, en todo el departamento de San Pedro, pero habrá que destacar que los mismos están equipados de una manera mínima, por lo que para atenciones de relativa importancia los enfermos deben ser trasladados a otros centros de atención, por lo general en la capital y alrededores.

## Economía
Su suelo es apto para la agricultura y gran parte también para la ganadería, la economía del distrito, es esencialmente agropecuaria, ocupando un lugar preponderante en producción de ganado vacuno, lo mismo que su agricultura se ha incrementado considerablemente gracias a la fertilidad de su suelo.
La ciudad es un importante centro de actividad ganadera que incluye la producción bovino, equino, porcino, ovino.
En la agricultura en el distrito existen cultivos de horticultura, naranja agria y naranja dulce, banana, girasol, yerba mate, mandioca.

## Infraestructura
Su principal ruta de acceso al distrito es la Ruta PY08, mientras que los caminos céntricos son empedrados, y los caminos que comunican a las compañías carecen de algún tipo de pavimentación.
Actualmente este distrito cuenta con servicios de transporte público con servicios interdistritales y servicios periódicos hasta la capital del país, Ciudad del Este, Pedro Juan Caballero, Brasil, Argentina, y Chile.
En materia de comunicación, algunas compañías cuentan con sistemas de comunicaciones satelitales, también funcionan dos radios que transmiten en frecuencia modulada: Unión Fm y Radio Centro FM.

## Cultura
Una pequeña reseña cultural que hay que resaltar es la particularidad que tiene una de las compañías de la ciudad, Cañada Santa María tiene una particularidad que es la de hablar con tono de voz guaireña, ya que según históricamente en la época del coronel Zoilo González, los maestros traídos por el coronel para enseñar ala gente eran originarios de Villarica, y de ahí viene el tono de voz de esa particular compañía.
En 1969 bajo la Resolución n.º 330/1969 fue creado el Liceo Parroquial por el Padre Carlos Stradaioli, que después fue Liceo Nacional y años después Colegio Nacional "San Carlos" en homenaje a su fundador. Cuenta con un local construido gracias al apoyo del Padre Carlos y algunas personas del pueblo.
La fiesta patronal de Unión se celebra el 15 de septiembre, en honor a su patrona Virgen de los Dolores. El distrito de Unión se halla dentro del típico grupo de pequeños pueblos del interior, que con su gente laboriosa y amable ve pasar el tiempo lentamente.
En la ciudad de Unión existen varios clubes de fútbol los más importantes son: Club 3 de mayo, General Caballero, 15 de Septiembre, Potrero Jardín. Los primeros clubes de la ciudad fueron originalmente los clubes General Caballero y Potrero Jardín después de que los mencionados clubes cayeran fue fundado el Club 15 de Septiembre, el más laureado del distrito, dos veces campeón en la liga santaniana de deportes y dos veces campeón en la Liga Deportiva Felipe Matiauda. También el club 3 de Mayo que había militado en la liga santaniana sin mucho suceso. En el año 2000 fue fundado la Federación Unionense de Fútbol de Salón, que construyó uno de los únicos estadios de fútbol de salón de 800 metros cuadrados de pista en un predio donado a título gratuito por el club tres de mayo.